# 阿列克谢·弗拉基米罗维奇·博布罗夫
阿列克谢·弗拉基米罗维奇·博布罗夫（俄语：Алексей Владимирович Ф. Ч. Бобров，羅馬化：Aleksey Vladimirovich F. Ch. Bobrov，1969年—），或作阿列克谢·弗拉基米尔·博布罗夫，是俄罗斯植物学家和探险家。他是莫斯科国立大学地理学院的研究员。他主要研究的是种子植物。